# Дом кооператива «Шерстяной работник»
Дом кооператива «Шерстяной работник» (Жилой дом РЖСКТ «Шерстяной работник») — здание в Таганском районе Центрального административного округа города Москвы, расположенное на Гончарной улице, д. 1.

## История
В 1920-х годах в Москве существовало несколько направлений, по которым решался возникший жилищный кризис. Одним из таковых было строительство ведомственных домов, в частности, кооперативных, при этом оплата строительства частично компенсировалась предприятием, на котором работали члены кооператива. Дом кооператива «Шерстяной работник», построенный в 1929—1930 годах является примером такого строительства.
В течение длительного времени (до конца 2000-х годов) дом был жилым, затем жильцы были выселены. Существуют сообщения о том, что в настоящее время в здании планируется организовать общественное пространство (коворкинг). На момент 2020 года, в здании работает коворкинг "Ключ".

## Архитектура
Здание построено в стиле советского модернизма первой волны (авангарда) по проекту архитектора И. О. Гохблита, члена архитектурного объединения «АСНОВА». Здание построено из кирпича и имеет четыре этажа, квартиры имеют нетиповую планировку. Здание являет собой образец дома, имеющего односекционную компоновку, при этом секцию составляет четыре угловые квартиры и две лестницы: парадная и внешняя (пожарная).